# Gazelopka rudoczelna
Gazelopka rudoczelna, gazela rudoczelna (Eudorcas rufifrons) – gatunek ssaka z podrodziny antylop (Antilopinae) w obrębie rodziny wołowatych (Bovidae).

## Występowanie i biotop
Obecny zasięg występowania gatunku obejmuje pas północnej części Afryki Równikowej na południe od Sahary.
Jego siedliskiem są tereny trawiaste, porośnięte ciernistymi krzewami oraz tereny porośnięte roślinnością wydmową. Preferuje otwarte tereny.

## Charakterystyka ogólna
| Podstawowe dane         | Podstawowe dane                      |
| ----------------------- | ------------------------------------ |
| Długość ciała           | 105–120 cm                           |
| Wysokość w kłębie       | 65–92 cm                             |
| Długość ogona           | 15–25 cm                             |
| Masa ciała              | 20–35 kg                             |
| Dojrzałość płciowa      | samice 9 miesięcy, samce 18 miesięcy |
| Ciąża                   | 184–189 dni                          |
| Liczba młodych w miocie | 1                                    |
| Długość życia           | 12 lat                               |

### Wygląd
Nazwa rudoczelna związana jest z rudym ubarwieniem części głowy, od nozdrzy do czoła. Rogi występują u przedstawicieli obydwu płci.

### Tryb życia
Jest gatunkiem silnie uzależnionym od dostępu do źródeł wody, dlatego podejmuje sezonowe wędrówki w jej poszukiwaniu. W okresie godowym samce strzegą zajmowanego terytorium przed innymi samcami. Granice swojego obszaru zaznaczają substancją z gruczołów przedoczodołowych. Gazele rudoczelne tworzą niewielkie stada złożone z kilku, rzadziej kilkunastu osobników obydwu płci.

## Zagrożenia i ochrona
Gatunek nie jest objęty konwencją waszyngtońską  CITES. W Czerwonej księdze gatunków zagrożonych
Międzynarodowej Unii Ochrony Przyrody i Jej Zasobów został zaliczony do kategorii VU (vulnerable – narażony na wyginięcie).